# Іщенко Дмитро Семенович
Дмитро Семенович І́щенко (23 листопада 1932, Одеса — 19 січня 2013, Одеса) — український вчений-філолог, кандидат філологічних наук, професор, завідувач кафедри російської мови філологічного факультету Одеського національного університету.

## Сім'я
Донька: Титченко Тетяна Дмитрівна
Онуки: Титченко Олександр, Дядченко Костянтин

## Біографія
Д. С. Іщенко народився 23 листопада 1932 року в м. Одеса.
В 1955 році закінчив філологічний факультет Одеського державного університету імені І. І. Мечникова, а у 1958 році — аспірантуру при кафедрі російської мови Одеського університету.
Науковим керівником був Н. І. Букатевич.
В 1959—1979 роках працював в Тираспольському педагогічному інституті ім. Т. Г. Шевченка.
В 1968 році захистив дисертацію "Давньоруський рукопис ХІІ століття «Устав Студийский» на здобуття наукового ступеня кандидата філологічних наук. В 1969 році присвоєно вчене звання доцента.
В 1970—1972 роках перебував у службовому відрядженні в Індії, де викладав російську мову в університеті імені Дж. Неру (м. Делі)
З 1979 року працював в Одеському національному університеті імені І. І. Мечникова доцентом, в 1993—2010 роках  — завідувачем кафедри, в 2010—2013 роках — професором кафедри російської мови. В 1995 році присвоєно вчене звання професора.
Досконало знав старослов'янські й романо-германські мови.
Покінчив життя самогубством 19 січня 2013 (м. Одеса).

## Наукова діяльність
Наукові інтереси — історія російської мови; вивчення давніх слов'янських рукописів; мовні особливості давніх слов'янських перекладів з грецької мови (на матеріалі рукописів).
Був головним редактором Збірника наукових праць «Мова», відповідальним секретарем Збірника наукових праць «Слов'янський збірник»
Керував аспірантурою, підготував 12 кандидатів наук.

#### Праці
- О студийном цикле древних славянорусских переводних призведений//Слов'янський збірник. — Одеса, 1997. — С. 43 — 48.

- Давньоруські переклади візантійських творів, зв'язаних з ім'ям Феодора Студита//Медієвістика. — Вип. 1. — Одеса, 1998. — С. 15 — 19.

- Давньокиївська рукописна традиція перекладів повчань Феодора Студита// Щорічні записки з українського мовознавства. — Вип.. 5. — Одеса, 1998. — С. 25 — 29.